# Sunitinib
Sunitinib (commercializzato come Sutent dalla Pfizer e precedentemente noto come SU11248 ) è un inibitore della tirosina chinasi (RTK) per via orale, a piccole molecole, approvato dalla FDA per il trattamento del carcinoma a cellule renali (RCC) e per il tumore stromale gastrointestinale (GIST) imatinib resistente il 26 gennaio 2006. Sunitinib è stato il primo farmaco antitumorale approvato contemporaneamente per due diverse indicazioni.

## Meccanismo di azione
Sunitinib inibisce la segnalazione cellulare di molteplici recettori tirosin chinasi  (RTK).
Questi includono tutti i recettori per il fattore di crescita derivato dalle piastrine (PDGF-R) e i recettori del fattore di crescita endoteliale vascolare (VEGFR), che svolgono un ruolo sia nell'angiogenesi tumorale che nella proliferazione delle cellule tumorali. L'inibizione simultanea di questi bersagli riduce quindi la vascolarizzazione del tumore e innesca l'apoptosi delle cellule tumorali e si traduce quindi in una riduzione del tumore.
Il Sunitinib inibisce anche CD117 (c-KIT),  il recettore tirosina chinasi che (se impropriamente attivato dalla mutazione) guida la maggior parte dei tumori delle cellule stromali gastrointestinali. È stato raccomandato come terapia di seconda linea per i pazienti i cui tumori sviluppano mutazioni in c-KIT che li rendono resistenti a imatinib o che non tollerano il farmaco.
Inoltre, sunitinib si lega ad altri recettori.  Questi includono:
- RET
- CD114
- CD135

Il sunitinib ha come target molti recettori diversi, porta a molti dei suoi effetti collaterali come la classica sindrome mano-piede, la stomatite e altri effetti dermatologici.

## Indicazioni

### GIST
Per il trattamento del carcinoma a cellule renali, GIST generalmente non risponde alla chemioterapia o alle radiazioni standard. L'Imatinib è stato il primo agente antitumorale dimostrato efficace per GIST metastatico e ha rappresentato un importante sviluppo nel trattamento di questa malattia rara ma stimolante. Tuttavia, circa il 20% dei pazienti non risponde a imatinib (resistenza precoce o primaria) e tra coloro che rispondono inizialmente, il 50% sviluppa resistenza secondaria a imatinib e progressione della malattia entro due anni. Prima di sunitinib, i pazienti non avevano alcuna opzione terapeutica dopo essere diventati resistenti a imatinib.
Sunitinib offre ai pazienti con GIST resistente a imatinib una nuova opzione di trattamento per fermare l'ulteriore progressione della malattia e, in alcuni casi, addirittura invertirla. Ciò è stato dimostrato in un ampio studio clinico di fase III in cui i pazienti che non hanno superato la terapia con imatinib (a causa di resistenza primaria, resistenza secondaria o intolleranza) sono stati trattati in modo randomizzato e in cieco con sunitinib o placebo.
Lo studio è stato aperto anticipatamente, alla prima analisi intermedia, a causa del chiaro vantaggio emergente di sunitinib. A quel tempo, ai pazienti in trattamento con placebo veniva offerto di passare a sunitinib. Nell'endpoint primario di questo studio, il tempo mediano della progressione tumorale (TTP) era più di quattro volte più lungo con sunitinib (27 settimane) rispetto al placebo (sei settimane, P <.0001). Questi dati si basano sulle valutazioni di una valutazione indipendente del laboratorio di radiologia. Il beneficio di sunitinib è rimasto statisticamente significativo quando stratificato per una moltitudine di fattori di base prespecificati.
Tra gli endpoint secondari, la differenza nella sopravvivenza libera da progressione (PFS) era simile a quella nel TTP (24 settimane contro sei settimane, P <.0001). Il sette percento dei pazienti con sunitinib presentava un significativo restringimento del tumore (risposta obiettiva) rispetto allo 0% dei pazienti trattati con placebo ( P = 0,006). Un altro 58% dei pazienti con sunitinib ha avuto stabilizzazione della malattia contro il 48% dei pazienti trattati con placebo. Il tempo mediano alla risposta con sunitinib è stato di 10,4 settimane.  Sunitinib ha ridotto il rischio relativo di progressione o morte della malattia del 67% e il rischio di morte da solo del 51%. La differenza nel beneficio di sopravvivenza può essere diluita perché i pazienti con placebo sono passati a sunitinib in seguito alla progressione della malattia e la maggior parte di questi pazienti ha successivamente risposto a sunitinib.
Sunitinib è stato relativamente ben tollerato. Circa l'83% dei pazienti con sunitinib ha avuto un evento avverso correlato al trattamento di qualsiasi gravità, così come il 59% dei pazienti che hanno ricevuto placebo. Sono stati segnalati eventi avversi gravi nel 20% dei pazienti con sunitinib e nel 5% dei pazienti con placebo. Gli eventi avversi erano generalmente moderati e facilmente gestibili mediante riduzione della dose, interruzione della dose o altri trattamenti. Il nove percento dei pazienti con sunitinib e l'8% dei pazienti con placebo hanno interrotto la terapia a causa di un evento avverso.
L'affaticamento è l'evento avverso più comunemente associato alla terapia con sunitinib. In questo studio, il 34% dei pazienti con sunitinib ha riportato qualsiasi grado di affaticamento, rispetto al 22% per il placebo. L'incidenza dell'affaticamento di grado 3 (grave) era simile tra i due gruppi e non è stato riportato affaticamento di grado 4.

### Meningioma
Sunitinib è in fase di studio per il trattamento del meningioma associato alla neurofibromatosi .

### Tumori neuroendocrini del pancreas
Nel novembre 2010, Sutent ha ottenuto l'approvazione della Commissione europea per il trattamento dei tumori neuroendocrini pancreatici non resecabili o metastatici, ben differenziati con progressione della malattia negli adulti".  Nel maggio 2011, l'USFDA ha approvato Sunitinib per il trattamento di pazienti con tumori neuroendocrini progressivi pancreatici metastatici".

### Carcinoma a cellule renali
Il Sunitinib è approvato per il trattamento del carcinoma a cellule renali metastatico. Altre opzioni terapeutiche in questo contesto sono pazopanib (Votrient), sorafenib (Nexavar), temsirolimus (Torisel), interleuchina-2 (Proleukin), everolimus (Afinitor), bevacizumab (Avastin) e aldesleukin.
Il carcinoma a cellule renali è generalmente resistente alla chemioterapia o alle radiazioni. Prima delle RTK, la malattia metastatica poteva essere trattata solo con l'interferone alfa (IFNα) o l'interleuchina-2 delle citochine. Tuttavia, questi agenti hanno dimostrato bassi tassi di efficacia (5% -20%).
In uno studio di fase III, la sopravvivenza libera da progressione mediana era significativamente più lunga nel gruppo sunitinib (11 mesi) rispetto al gruppo IFNα (cinque mesi), con un rapporto di rischio di 0,42. Negli endpoint secondari, il 28% presentava un significativo restringimento del tumore con sunitinib rispetto al 5% con IFNα. I pazienti che ricevevano sunitinib avevano una qualità di vita migliore rispetto all'IFNα. Un aggiornamento del 2008 ha mostrato che l'endpoint primario della sopravvivenza libera da progressione mediana (PFS) è rimasto superiore con sunitinib: 11 mesi contro 5 mesi per IFNα, P <.000001. Anche il tasso di risposta obiettiva è rimasto superiore: 39-47% per sunitinib rispetto all'8-12% con IFNα, P <.000001.
Il trattamento con Sunitinib ha una sopravvivenza globale leggermente più lunga, sebbene non sia statisticamente significativo.
- La sopravvivenza globale mediana è stata di 26 mesi con sunitinib rispetto a 22 mesi per IFNα indipendentemente dalla stratificazione (il valore di P varia da 0,051 a 0,0132, a seconda dell'analisi statistica).
- La prima analisi include 25 pazienti inizialmente randomizzati all'IFNα che sono passati alla terapia con sunitinib, il che potrebbe aver confuso i risultati; in un'analisi esplorativa che ha escluso questi pazienti, la differenza diventa più solida: 26 vs 20 mesi, P = 0,0081.
- Ai pazienti dello studio è stato permesso di ricevere altre terapie dopo aver progredito nel trattamento dello studio. Per un'analisi "pura" della differenza tra i due agenti, è stata effettuata un'analisi utilizzando solo pazienti che non hanno ricevuto alcun trattamento post-studio. Questa analisi ha dimostrato il massimo vantaggio per sunitinib: 28 mesi contro 14 mesi per IFNα, P = .0033. Il numero di pazienti in questa analisi era piccolo e questo non riflette la pratica clinica effettiva e quindi non è significativo.

L'ipertensione  è un biomarcatore di efficacia nei pazienti con carcinoma a cellule renali metastatico trattati con sunitinib. I pazienti con mRCC e ipertensione indotta da sunitinib hanno avuto esiti migliori rispetto a quelli senza HTN indotta dal trattamento (tasso di risposta obiettiva: 54,8% vs 8,7%; PFS mediana: 12,5 mesi, intervallo di confidenza al 95% [CI] = da 10,9 a 13,7 contro 2,5 mesi, IC al 95% = da 2,3 a 3,8 mesi e OS: 30,9 mesi, IC al 95% = da 27,9 a 33,7 vs 7,2 mesi, IC al 95% = da 5,6 a 10,7 mesi; P <.001 per tutti).

### Altri tumori solidi
L'efficacia di sunitinib è attualmente in fase di valutazione in un'ampia gamma di tumori solidi, inclusi tumori al seno, ai polmoni, alla tiroide e al colon-retto. I primi studi hanno dimostrato l'efficacia di un singolo agente in diverse aree. Sunitinib blocca le attività della tirosina chinasi di KIT, PDGFR, VEGFR2 e altre tirosin chinasi coinvolte nello sviluppo dei tumori.
- Uno studio di fase II su pazienti precedentemente trattati con carcinoma mammario metastatico ha scoperto che sunitinib "ha una significativa attività con un singolo agente".
- Uno studio di fase II sul carcinoma polmonare refrattario non a piccole cellule ha scoperto che "Sunitinib ha un'attività provocatoria a singolo agente in pazienti precedentemente trattati con NSCLC ricorrenti e avanzati, con un livello di attività simile agli agenti attualmente approvati."
- In uno studio di fase II su pazienti con tumori neuroendocrini non resecabili, il 91% dei pazienti ha risposto a sunitinib (9% di risposta parziale + 82% di malattia stabile).

### Leucemia
Sunitinib è stato usato per curare la leucemia di un ricercatore di leucemia della St. Louis University di Washington che ha sviluppato la malattia da solo. Il suo team ha utilizzato il sequenziamento genetico e ha notato che il gene FLT3 era iperattivo nelle sue cellule di leucemia e ha usato sunitinib come trattamento.

### Trials infruttuosi
Tra aprile 2009 e maggio 2011 Pfizer ha riportato studi non riusciti in fase avanzata nel carcinoma mammario, carcinoma del colon-retto metastatico, carcinoma polmonare avanzato non a piccole cellule e carcinoma prostatico resistente alla castrazione.

## Storia
Il farmaco è stato scoperto presso SUGEN, una società di biotecnologie che ha aperto la strada agli inibitori della proteina chinasi. Era il terzo di una serie di composti tra cui SU5416 e SU6668. Il concetto era di un imitatore di ATP in grado di competere con l'ATP per il legame con il sito catalitico delle tirosine chinasi del recettore . Questo concetto ha portato alla creazione di molti inibitori della tirosina chinasi a piccole molecole, tra cui Gleevec, Sutent, Tarceva e molti altri.

## Effetti collaterali
Gli eventi avversi di Sunitinib sono considerati in qualche modo gestibili e l'incidenza di eventi avversi gravi è bassa.
Gli eventi avversi più comuni associati alla terapia con sunitinib sono affaticamento, diarrea, nausea, anoressia, ipertensione, scolorimento della pelle gialla, sindrome mano-piede e stomatite.  Nello studio GIST di fase III controllato con placebo, gli eventi avversi che si sono verificati più spesso con sunitinib rispetto al placebo includevano diarrea, anoressia, scolorimento della pelle, mucosite / stomatite, astenia, alterazione del gusto e costipazione.
Sono state necessarie riduzioni della dose nel 50% dei pazienti studiati in RCC al fine di gestire le tossicità significative di questo agente.
Eventi avversi gravi (grado 3 o 4) si verificano in ≤10% dei pazienti e comprendono ipertensione, affaticamento, astenia, diarrea ed eritema acrale indotto dalla chemioterapia. Le anomalie di laboratorio associate alla terapia con sunitinib comprendono lipasi, amilasi, neutrofili, linfociti e piastrine. Anche l'ipotiroidismo e l'eritrocitosi reversibile sono stati associati a sunitinib.
La maggior parte degli eventi avversi può essere gestita mediante terapia di supporto, interruzione della dose o riduzione della dose.
Un recente studio condotto presso il MD Anderson Cancer Center ha confrontato gli esiti dei pazienti con carcinoma renale metastatico che hanno ricevuto sunitinib secondo il programma standard (50   mg / 4 settimane a riposo di 2 settimane) con coloro che hanno ricevuto sunitinib con vacanze farmacologiche più frequenti e brevi (programma alternativo). Si è visto che la sopravvivenza globale, la sopravvivenza libera da progressione e l'adesione ai farmaci erano significativamente più elevate nei pazienti che avevano ricevuto Sunitinib secondo il programma alternativo. I pazienti presentavano inoltre una migliore tolleranza e una minore gravità degli eventi avversi che spesso portano alla sospensione del trattamento dei pazienti con carcinoma renale metastatico.

## Interazioni
Il Gallato di epigallocatechina, un componente importante del tè verde, può ridurre la biodisponibilità di sunitinib quando vengono assunti insieme.

## Costi
Sunitinib è commercializzato da Pfizer come Sutent ed è soggetto a brevetti ed esclusività del mercato come nuova entità chimica fino al 15 febbraio 2021. Sutent è stato citato nelle notizie finanziarie come una potenziale fonte di entrate per sostituire i canoni persi da Lipitor a seguito della scadenza del brevetto di questo farmaco nel novembre 2011. Sutent è uno dei farmaci più costosi ampiamente commercializzati. Medici ed editoriali hanno criticato l'alto costo di un farmaco che non cura il cancro, ma prolunga la vita.

### Stati Uniti
Negli Stati Uniti, le compagnie assicurative hanno rifiutato di pagare per tutti o parte dei costi di Sutent. Poiché si tratta di una terapia orale, il copay associato a questa terapia può essere molto sostanziale. Se l'assicurazione secondaria di un paziente non copre questo, l'onere dei costi per il paziente può essere estremo. Particolarmente impegnativo è il gap di copertura Medicare Parte D. I pazienti devono spendere di tasca loro migliaia di dollari durante il gap nella copertura. Se ciò avviene alla fine di un anno civile, deve essere nuovamente versato all'inizio dell'anno civile successivo, che può essere oneroso dal punto di vista finanziario.

### Regno Unito
Nel Regno Unito, NICE ha rifiutato (fine 2008) di raccomandare sunitinib per il carcinoma renale in fase avanzata (carcinoma renale) a causa dell'elevato costo per QALY, stimato da NICE a £ 72.000 / QALY e da Pfizer a £ 29.000 / QALY. Questo è stato ribaltato nel febbraio 2009 dopo modifiche dei prezzi e risposte pubbliche. Pertanto, Sunitinib è raccomandato come opzione di trattamento di prima linea per le persone con carcinoma a cellule renali avanzato e / o metastatico che sono adatte per l'immunoterapia e hanno uno stato di prestazione ECOG di 0 o 1 (cioè completamente ambulatoriale).

### Australia
Sunitinib è disponibile in Australia ed è sovvenzionato dal regime di benefici farmaceutici per il carcinoma renale a cellule chiari in stadio IV. Il costo per il paziente che soddisfa i criteri clinici della fase IV RCC è di $ 35,40 AUD per 28 capsule, indipendentemente dalla dose. I prezzi dei produttori per Sunitinib vanno da 1.834,30 dollari australiani a 6897,54 dollari australiani a seconda della dose (da 12,5 mg a 50 mg).